# Jerónimo Vidal
Pas d'image ? Cliquez ici
Jerónimo Vidal (né le 31 juillet 1976 à Alfarrasí) est un ancien pilote de moto espagnol.

## Statistiques

### Par saisons
| Saison | Classe  | Moto    | Course | Vainqueur | Podium | Pole | FLap | Pts | Classement |
| ------ | ------- | ------- | ------ | --------- | ------ | ---- | ---- | --- | ---------- |
| 1997   | 125 cm3 | Aprilia | 1      | 0         | 0      | 0    | 0    | 0   | NC         |
| 1998   | 125 cm3 | Aprilia | 11     | 0         | 0      | 0    | 0    | 6   | 26e        |
| 1999   | 125 cm3 | Aprilia | 16     | 0         | 0      | 0    | 0    | 47  | 16e        |
| 2000   | 250 cm3 | Aprilia | 8      | 0         | 0      | 0    | 0    | 2   | 37e        |
| 2001   | 250 cm3 | Aprilia | 15     | 0         | 0      | 0    | 0    | 13  | 25e        |
| Total  |         |         | 51     | 0         | 0      | 0    | 0    | 65  |            |

### Sources
- (ca) Cet article est partiellement ou en totalité issu de l’article de Wikipédia en catalan intitulé « Jerónimo Vidal Torró » (voir la liste des auteurs).